# Villa Fiorito
Villa Fiorito és una ciutat de la província de Buenos Aires, localitzada al sud de la ciutat de Buenos Aires, forma part de la conurbació urbana del Gran Buenos Aires. Hi resideixen molts descendents d'italians i d'espanyols. En les últimes dècades persones d'altres províncies argentines s'hi han establert, creant nous barris marginals a la ciutat. Diego Armando Maradona, considerat un dels millors futbolistes de tots els temps, va créixer a Villa Fiorito.